# Horák Nóra-gyilkosság

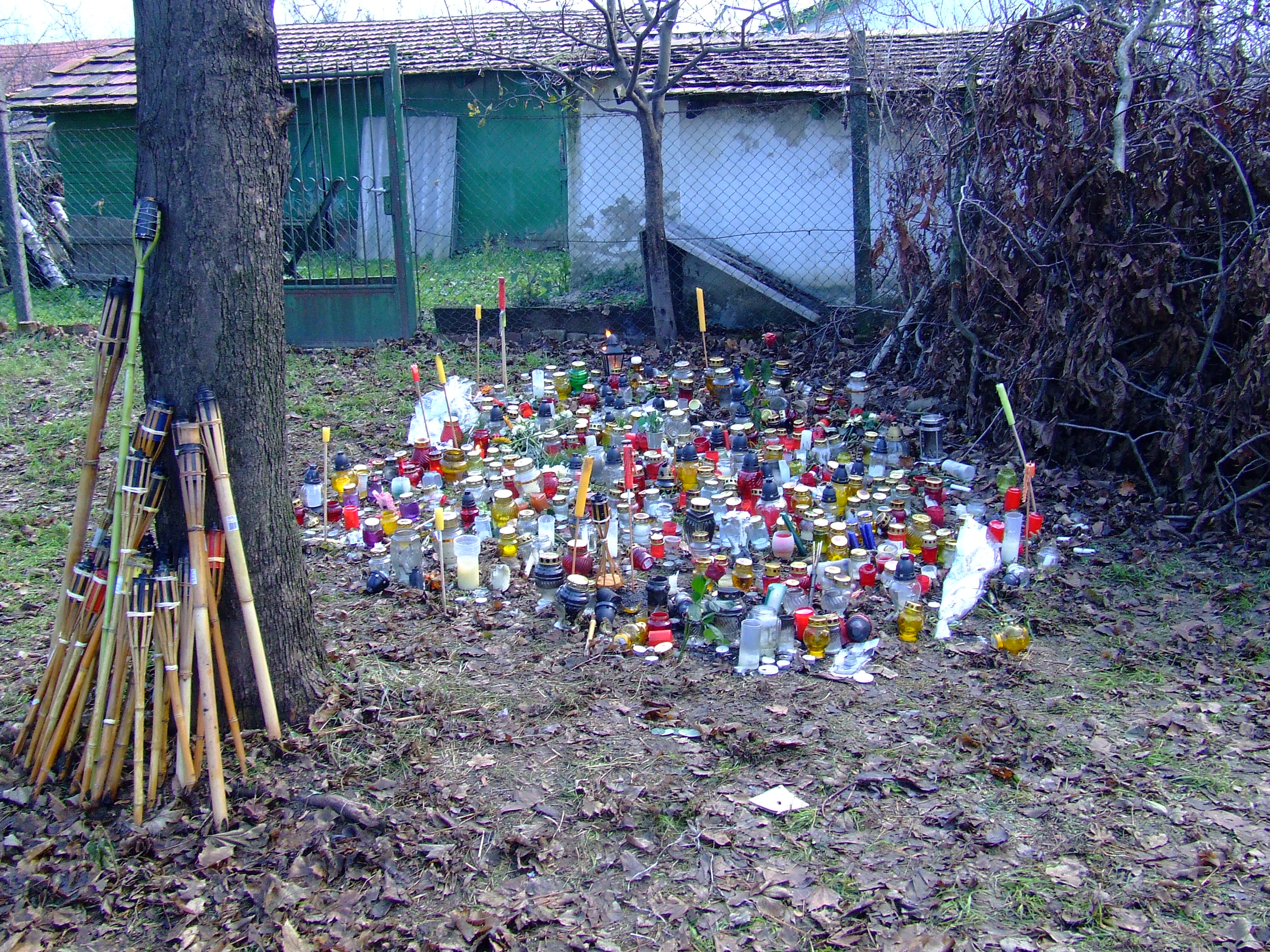
A holttest megtalálásának helyszíne

A Horák Nóra-gyilkosság Kiskunlacházán elkövetett gyermekgyilkosság. A 14 éves Horák Nóra holttestére 2008. november 23-án találtak rá a kiskunlacházi művelődési házhoz közeli erdős részen. A gyilkosság megrázta a helyi és országos közvéleményt. A rendőrség 2009. június 26-án vette őrizetbe a gyilkossággal (valamint több nemi erőszakkal) alaposan gyanúsítható Pocsai József festőt, aki már első kihallgatásán részletes beismerő vallomást tett. A bizonyítékok alapján a bíróság első fokon 19 évre, majd jogerősen életfogytiglani börtönre ítélte Pocsait.

## Az eset
Mint a helyszínelés megállapította, a hajnalban a művelődési házból közeli otthonába hazafelé tartó lányt megerőszakolták, majd megfojtották, ruházatától megfosztott holttestét az útszéli árokba lökték.
Pocsai József barátaival mulatott 2008. november 22-én este egy szomszédos település diszkójában. A férfi – az este során vele mulatozók állítása szerint – többször kijelentette, hogy valakivel mindenképpen közösülni akart. Éjfél után a társaság hazaért Kiskunlacházára, majd mindenki gyalogszerrel indult hazafelé. Horák Nóra a helyi művelődési házban volt barátaival hajnali egyig. Nem akarta, hogy bárki hazakísérje, egyedül indult el; utóbb derült ki, hogy nem a szüleihez, hanem az unokanővéréhez. Pocsai ekkor találkozott Horák Nórával, akivel feltehetően ismerték egymást. Erős szél fújt, Pocsai mégis tartott attól, hogy a szomszédok meghallják a lány sikoltozását, ezért fojtotta meg őt.
2009. február 20-án Bencze József országos rendőrfőkapitány tízmillió forintos nyomravezetői díjat ajánlott fel annak, aki érdemi információval szolgál a kiskunlacházi gyilkosság ügyében. Ezzel 11 millió forintra emelkedett a nyomravezetői díj összege, mivel Kiskunlacháza polgármestere már korábban felajánlott egymillió forintot a nyomravezetőnek.
2009. június 26-án a Pest Megyei Rendőr-főkapitányság bejelentette, hogy elfogták a meggyilkolt 14 éves lány feltételezett gyilkosát.
A rendőrség Pocsainál megtalálta a lány iratait, táskáját, ékszereit és mobiltelefonját. A DNS-vizsgálat egyértelműen azonosította a tettest. Meg nem erősített hírek szerint Pocsai korábban is molesztált nőket, egyet közülük állítólag megerőszakolt, ő viszont nem tett feljelentést.

## A bűncselekmény értelmezései és a cigányság szerepéről kialakuló vita
A gyilkosság az elkövetők (tévesen) feltételezett cigány volta miatt fontos szerepet játszott a cigánybűnözés témájának a közbeszédben való elterjedésében. A vád és a felfokozott hangulatban tett kijelentések nyomán elhúzódó vita indult a "cigánykérdésről" és az a körüli párbeszédről a település polgármestere, cigány vezetők, és más politikusok illetve hatóságok részvételével.
A bűncselekmény után a faluban szinte azonnal elterjedt pletykák az elkövetéssel három, név szerint is megnevezett roma fiatalt hoztak összefüggésbe, róluk azonban az országos rendőrfőkapitány egyértelműen úgy nyilatkozott, hogy nincs és nem is lehet közük az esethez, amit a valódi tettes személyének felderítése később igazolt is. A rendőrségi vizsgálat szerint a gyilkos egyedül ölt.
A gyilkosságot pár nappal követően országos hírverés mellett megemlékezést szerveztek, ahol közel hatezer ember vett részt és tiltakozott az erőszak ellen, majd lerótták kegyeletüket az áldozat emléke előtt.
Még a demonstráció elején, a művelődési háznál Répás József polgármester beszédet tartott, melyben hangsúlyosan a helyi cigányok által elkövetett erőszakos cselekmények ellen szólalt fel ("Kiskunlacházán elég volt a romaerőszakból!"). Ugyanakkor hangsúlyozta: nem valakik, hanem valami ellen tüntetnek. Kijelentette, hogy Kiskunlacházán már 5-6 éves gyerekek is elveszik az idős emberektől a táskáikat. Követelte, állandó rendőrőrs felállítását a településen, a rendőrök jogköreinek bővítését és a valós életfogytiglani börtönbüntetés bevezetését. Az eseményen több szervezet is részt vett, így például a Gój Motorosok Egyesülete és a betiltott Magyar Gárda, is. Megjelent a megemlékezésen Kolompár Orbán, az Országos Cigány Önkormányzat elnöke is, aki garanciát kért a rendőröktől arra, hogy a helyi romákat nem éri atrocitás.
A polgármester a következő hetekben állandó szereplője lett az országos médiának. Miután bebizonyosodott, hogy az elkövető nem cigány származású, Kolompár Orbán felszólította a polgármestert, hogy kérjen bocsánatot az ok nélkül megvádolt cigányságtól. A polgármester kijelentette, hogy nem kér bocsánatot, beszéde miatt, mivel a demonstrációt nem csak az adott bűncselekmény, hanem a Kiskunlacházán elszaporodott bűncselekmények ellen szervezték. Az Egyenlő Bánásmód Hatóság 2010 elején megállapította, hogy a polgármester kijelentéseivel megsértette az egyenlő bánásmód követelményét és zaklatást követett el.